# Soberana 02
Soberana 02, nom tècnic FINLAY-FR-2, és una vacuna contra la COVID-19 produït per l'Institut Finlay, un institut de recerca epidemiològica cubà. És una vacuna conjugada. Aquest candidat va seguir un anterior anomenat Soberana 01 (FINLAY-FR-1). El professor Ihosvany Castellanos Santos va dir que l'antigen és segur perquè conté parts en lloc de tot el virus viu i, per tant, no requereix refrigeració addicional, com les altres vacunes.

## Eficàcia
Segons BioCubaFarma, ha mostrat una eficàcia del 62% després de només dues dosis, tot i que no s'ha publicat cap preimpressió ni detalls de l'estudi.

## Autoritzacions
Autorització plena
     Autorització d'emergència
     Permesa per viatges
Emergència (4)
1. Cuba[6]
2. Iran[7]

## Administració
Segons el document de la vacuna candidata de l'OMS, aquesta vacuna requereix dues dosis, la segona s'administra 28 dies després de la primera administració.